# 蒙尚 (康塔尔省)
蒙尚（法語：Montchamp，法語發音：[mɔ̃ʃɑ̃] ⓘ）是法国康塔尔省的一个市镇，属于圣弗卢尔区。

## 地理
蒙尚（45°4'14"N, 3°12'9"E）面积15.9 平方千米，位于法国奥弗涅-罗讷-阿尔卑斯大区康塔爾省，该省份为法国中南部省份，位于法國中央高原中心，北起科雷兹省、上盧瓦爾省和多姆山省，西接洛特省和科雷兹省，南至阿韦龙省和洛特省，东临上盧瓦爾省和洛泽尔省。
与蒙尚接壤的市镇（或旧市镇、城区）包括：拉斯蒂克、苏拉日、蒂维耶、瓦布尔、韦德里讷圣卢。

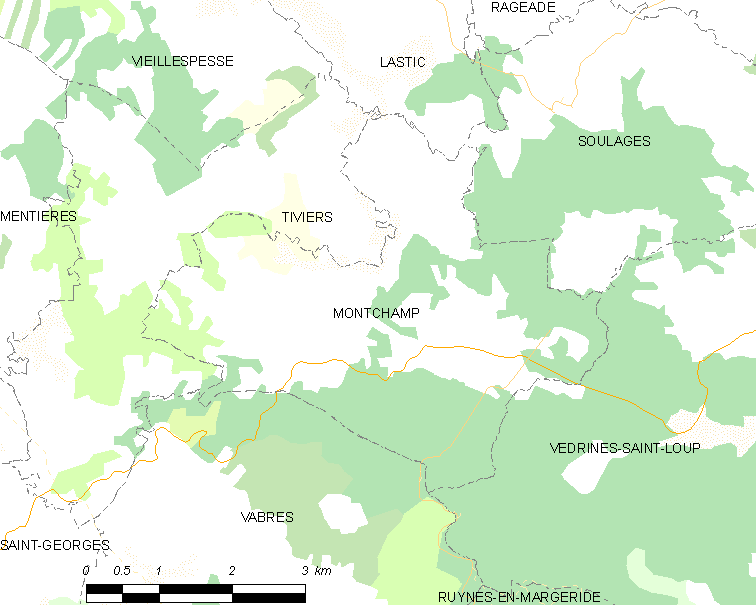
的OSM定位图

蒙尚的时区为UTC+01:00、UTC+02:00（夏令时）。

## 行政
蒙尚的邮政编码为15100，INSEE市镇编码为15130。

## 政治
蒙尚所属的省级选区为圣弗卢尔第一县。

## 人口

1962-2008年间人口变化图示

蒙尚于2022年1月1日时的人口数量为142人。